# Посёлок Льнозавода (Новодугинский район)
Посёлок Льнозавода — посёлок в Новодугинском районе Смоленской области России. Входит в состав Извековского сельского поселения. Население — 152 жителя (2007 год). 
Расположена в северо-восточной части области в 6 км к юго-западу от Новодугина, в 3 км западнее автодороги Р134 «Старая Смоленская дорога» Смоленск — Дорогобуж — Вязьма — Зубцов, на берегу реки Вазуза. В 6 км восточнее посёлка расположена железнодорожная станция Новодугино на линии Вязьма — Ржев. 

## История
В годы Великой Отечественной войны посёлок была оккупирована гитлеровскими войсками в октябре 1941 года, освобождена в марте 1943 года.